# Rogerio Lisboa
Rogerio Martins Lisboa (Nova Iguaçu, 22 de agosto de 1967) é um político brasileiro, filiado ao Progressistas. Foi vereador, deputado federal, deputado estadual e prefeito de Nova Iguaçu por dois mandatos.
É advogado e casado com a dentista Erika Borges Ammon, com a qual tem dois filhos: Bruna e Leonardo.

## Biografia
Foi eleito por três vezes vereador de Nova Iguaçu, ocupando o cargo entre os anos de 1993 a 2004 e ocupou a Secretaria de Obras no mesmo município entre 2005 e 2006.
Em 2006 foi candidato a deputado federal, quando conquistou o cargo com 64.184 votos, a maior parte deles nas urnas de Nova Iguaçu. Integrou as comissões de direitos do consumidor e foi suplente da comissão de segurança da Câmara dos Deputados.
Participou da disputa pela prefeitura de Nova Iguaçu, pelo Democratas em 2012, tendo 35.295 votos (9,05% do total) terminando em 4º lugar na disputa. Foi presidente estadual do partido até sua saída para o PR. No ano de 2014, Rogerio se elegeu deputado estadual, obtendo um total de 34.030 votos, sendo o 5º mais votado de sua coligação.
Em 2016, voltou a se candidatar à Prefeitura de Nova Iguaçu, agora pelo PR. Chegou a ter sua candidatura indeferida às vésperas da eleição, tendo a mesma sendo aprovada através de recurso, o que foi suficiente para vencer o 1º turno e ser eleito no 2º turno com 63,91% dos votos válidos, derrotando o então prefeito Nelson Bornier. Rogério foi reeleito em 2020, se candidatando pelo Progressistas, ao conquistar 62,10% dos votos válidos já no primeiro turno.
Em 2024, em seu último mandato por não poder se reeleger após oito anos eleito, Rogério indicou Dudu Reina para ser seu sucessor. Seu candidato de confiança, que também pertence ao PP, foi eleito em 6 de outubro de 2024 com 292.459 votos sendo 74,77%.